# Tharra pectoides
Tharra pectoides är en insektsart som beskrevs av Nielson 1975. Tharra pectoides ingår i släktet Tharra och familjen dvärgstritar. Inga underarter finns listade i Catalogue of Life.